# 島根県信用農業協同組合連合会
島根県信用農業協同組合連合会（しまねけんしんようのうぎょうきょうどうくみあいれんごうかい）は、島根県松江市に本所を置き、島根県内の農業協同組合の信用事業を統括していた県域農協系金融機関。

## 概要
県内農業協同組合を会員としていた。通称は「JA島根信連」または「JAバンク島根」。統一金融機関コードは3032を使用していた。

## 沿革
- 1948年 - 設立。
- 2015年
  - 8月 - 島根県農業協同組合の各地区本部に対して一部事業を包括承継。
  - 11月 - 島根県農業協同組合本店に包括承継した。

## 店舗所在地
- 本所（001）/島根県松江市殿町19-1 島根JAビル内